# Donkere incakolibrie
De donkere incakolibrie (Coeligena orina) is een endemische een vogelsoort uit de familie Trochilidae (kolibries). De vogel werd in 1953 door  Alexander Wetmore beschreven.

## Kenmerken
Deze kolibrie is gemiddeld 14 cm lang en weegt 6,7 tot 7,2 g. De vogel werd lang als ondersoort beschouwd van de goudbuikincakolibrie (C. bonapartei). Het mannetje is overwegend donker, glanzend groen. De kop is boven het oog donker, bijna zwart, de buik is lichter, bijna geelgroen. Het vrouwtje is veel lichter groen met geel op de keel.

## Verspreiding en leefgebied
Deze soort is endemisch in het noordelijke deel van Centraal-Colombia. Over het leefgebied is weinig bekend. Het is een bewoner van nevelwoud die is waargenomen tot op 3500 m boven de zeespiegel.

## Status
De donkere incakolibrie heeft een zeer klein verspreidingsgebied  (25 km²) en daardoor is de kans op uitsterven aanwezig. De grootte van de populatie werd in 2020 door BirdLife International geschat op 250 tot 2.500 volwassen individuen en de populatie-aantallen nemen af.  Het gebied waar de vogel voorkomt wordt ontbost en er bestaan plannen voor mijnbouw. Om deze redenen staat deze soort als bedreigd op de Rode Lijst van de IUCN.